# Конвенція ООН про боротьбу з опустелюванням
Конве́нція ОО́Н про боротьбу́ з опусте́люванням (повна назва Конвенція ООН про боротьбу з опустелюванням у тих країнах, що потерпають від серйозної посухи та/або опустелювання, особливо в Африці, скорочено КБО; англ. The United Nations Convention to Combat Desertification in Those Countries Experiencing Serious Drought and/or Desertification, Particularly in Africa (UNCCD)) — спрямована на вжиття ефективних заходів на всіх рівнях у поєднанні з угодами про міжнародне співробітництво і партнерство у рамках комплексного підходу і спрямованого на досягнення стійкого розвитку в уражених районах.
У 1992 році на Конференції ООН щодо довкілля та розвитку (Саміт Землі) було прийняте звернення до Генеральної Асамблеї ООН щодо підготовки прийняття Конвенції про боротьбу з опустелюванням. 17 червня 1994 року в Парижі конвенція була ухвалена та відкрита для підписання. Через 90 днів після того, як КБО ратифікували 50 країн, Конвенція набрала чинності 6 грудня 1996 року.
Сторонами КБО у 2022 році було 196 країн та Європейський Союз. Після прийняття 4 липня 2002 року Верховною Радою України закону про приєднання до Конвенції, Україна стала повноправною стороною КБО. До цього Україна брала участь у заходах як спостерігач.
17 червня відзначається людством як Всесвітній день боротьби з опустеленням і посухою.

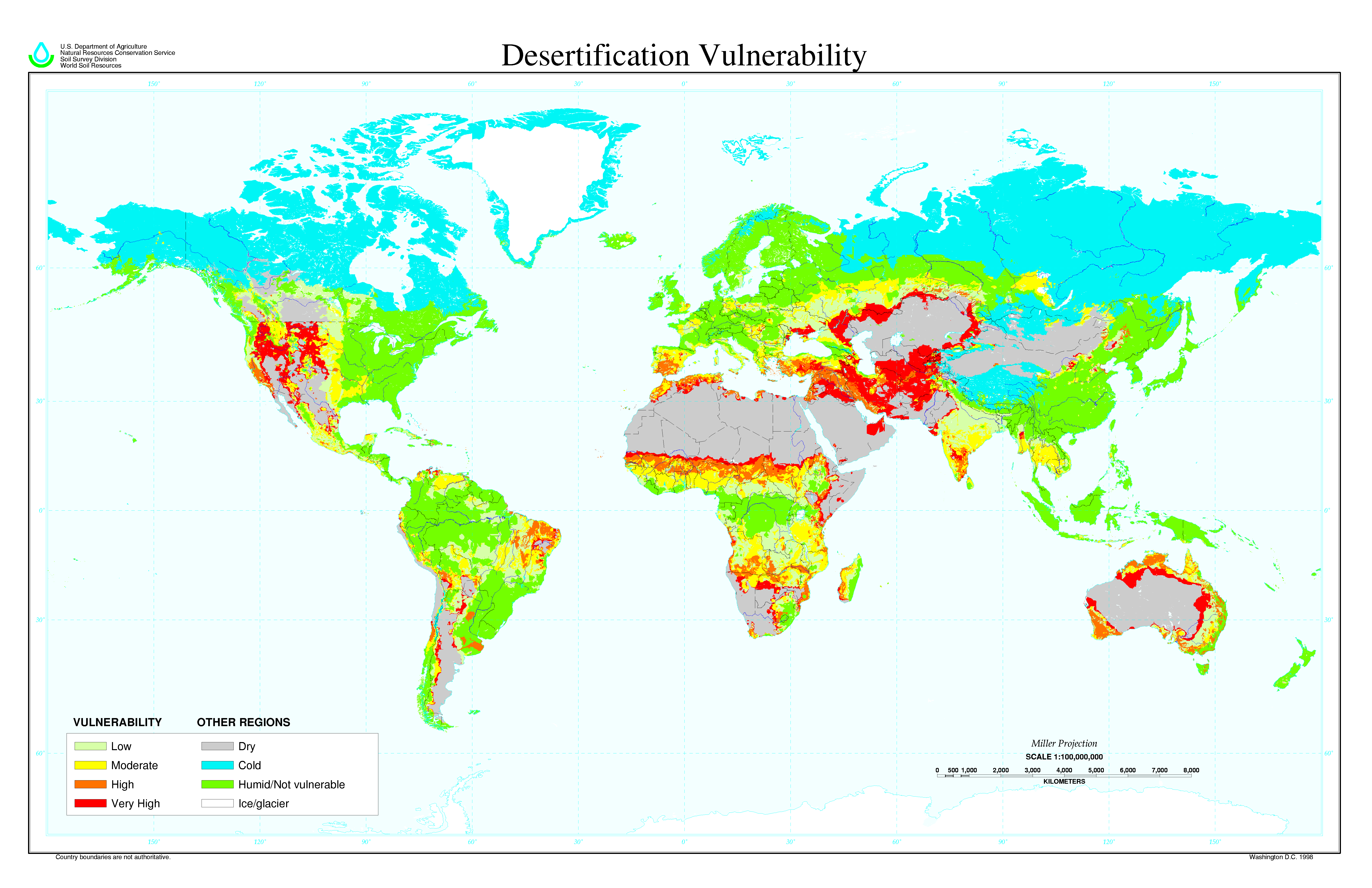
Глобальна вразливість до опустелювання

## Органи КБО
Найвищим органом КБО є Конференція Сторін яка приймає рішення та наглядає за їх виконанням. У 2022 році пройшла чотирнадцята Конференція сторін.
На першій Конференції Сторін був призначений Постійний секретаріат КБО, який розташований у Бонні (Німеччина). Чиним виконавчим секретарем Конвенції є Ібрагім Тіау.

### Допоміжні органи
Комітет з питань науки та технологій — для надання Конференції Сторін інформації та консультацій із науково-технічних питань, що стосуються боротьби з опустелюванням і пом'якшення наслідків посухи.
Комітет з огляду впровадження Конвенції створений у 2001 році. Проводить оцінки впровадження КБО та Стратегічних рамок шляхом огляду інформації, що подається Сторонами КБО та огляд результативності роботи інституцій та допоміжних органів КБО на основі звітів про виконання дворічних вартісних програм роботи.

## Програмні документи КБО
На восьмій Конференції Сторін КБО у 2007 році було затверджено десятирічну Стратегію, у якій визначено чотири стратегічні цілі:
- Покращити умови життя населення уражених територій;
- Покращити стан уражених екосистем;
- Генерувати глобальні вигоди через ефективне впровадження Конвенції;
- Мобілізувати ресурси в підтримку впровадження Конвенції шляхом налагодження ефективного партнерства між національними та міжнародними суб'єктами.

На наступній Конференції було ухвалено 11 індикаторів впливу для оцінки виконання Стратегії:
- Водозабезпеченість на душу населення;
- Зміни у землекористуванні;
- Частка населення, що живе над межею бідності;
- Дитяче недоїдання та/або споживання продовольства/ калорій у розрахунку на душу населення;
- Індекс розвитку людських ресурсів (ООН);
- Ступінь деградації земель;
- Біорізноманіття рослин і тварин;
- Індекс аридності;
- Стан земельного покриву;
- Запаси вуглецю на та під земною поверхнею;
- Землі, охоплені практикою сталого використання.

При звітуванні про виконання Стратегії обов'язковими є два індикатори «Частка населення, що живе над межею бідності» та «Стан земельного покриву». Решта має рекомендаційний характер.
У 2015 році Генеральна Асамблея ООН прийняла резолюцію «Перетворення нашого світу: Порядок денний в області сталого розвитку на період до 2030 року». На тринадцятій Конференції у цьому році було узгоджено, що роль КБО є вирішальною щодо досягнення ЦСР 15 «Захист, відновлення та стале використання наземних екосистем, стале управління лісами, боротьба з опустелюванням, припинення та відвернення у зворотному напрямку деградації земель, припинення втрат біорізноманіття», а особливо її завдання 15.3 «До 2030 року боротися з опустелюванням, відновлювати деградовані землі та ґрунти, включаючи землі уражені внаслідок опустелювання, посух і повеней, та прагнути досягти нейтрального рівня деградації земель у світі».
Для виконання завдань було визначене поняття «нейтрального рівня деградації земель» (НРДЗ): «НРДЗ − це стан, коли кількість та якість земельних ресурсів, необхідних для підтримання екосистемних функцій і послуг та підвищення продовольчої безпеки, залишається сталою або збільшується у визначених часових і просторових рамках та екосистемах».
Сторони КБО повинні розробити добровільні завдання щодо досягнення НРДЗ з врахуванням своїх національних обставин і пріоритетів розвитку та звітувати про їх встановлення і досягнення у майбутньому.